# Lagos (Portogallo)
Lagos ('laguʃ) è una cittadina portoghese situata nel distretto di Faro.
La città ha avuto il suo massimo splendore nel XV e XVI secolo, all'epoca di Enrico il Navigatore e delle scoperte portoghesi, quando era uno dei porti di partenza per le spedizioni verso il Nuovo Mondo e l'impero coloniale portoghese.
La città si trova a circa 35 km a est del Capo di Sagres, il Finisterre sud-occidentale d'Europa. A nord di Lagos, la strada per Vila Nova de Milfontes e Sines si snoda tra le colline del Parco Naturale dell'Alentejano e della Costa Vicentina Sud-Occidentale.
La maggior parte della popolazione dell'agglomerato urbano si trova sulla costa e vive di turismo e delle attività di servizio ad esso collegate. L'entroterra agricolo e forestale è relativamente meno densamente popolato.
La città ha avuto il suo massimo splendore nel XV e XVI secolo, all'epoca di Enrico il Navigatore e delle scoperte portoghesi, quando era uno dei porti di partenza per le spedizioni verso il Nuovo Mondo o l'impero coloniale portoghese.
È anche tristemente nota per essere stata il primo mercato di schiavi della tratta europea degli schiavi.

## Geografia
Lagos è situata sulla costa occidentale dell'Algarve, lungo l'estuario del fiume Bensafrim.

## Storia

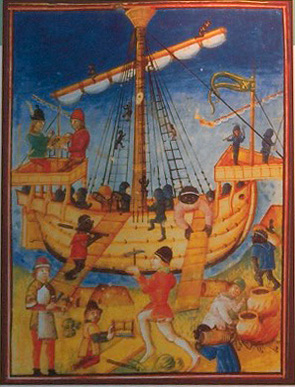
Una miniatura del XVI secolo che mostra una caravella nel porto di Lagos. Si distinguono sia africani che europei.

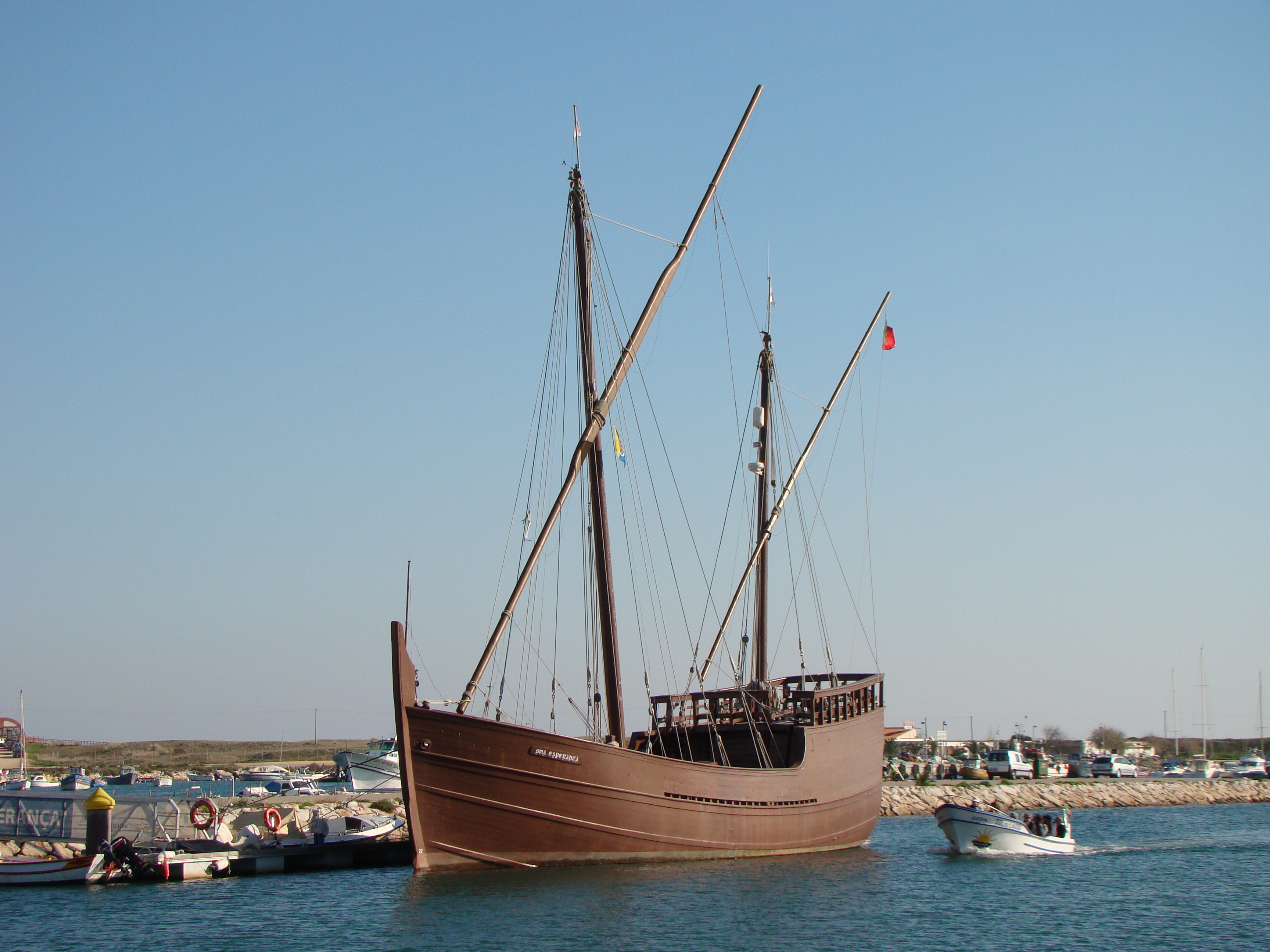
Replica della caravella Boa Esperança.

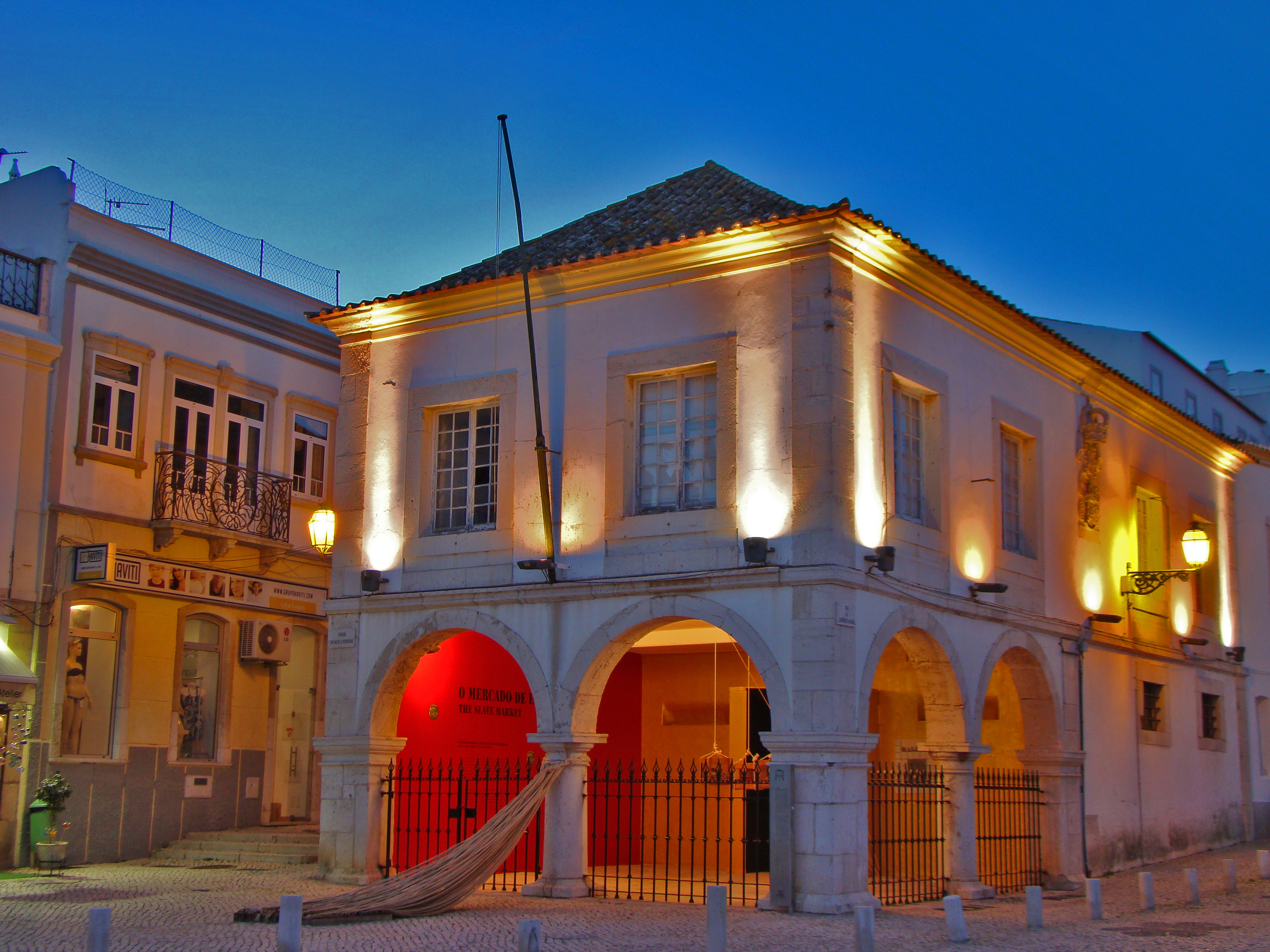
Il mercato degli schiavi di Lagos. Costruito nel 1444, è stato il primo mercato degli schiavi dell'Europa coloniale.

### Origini
La zona era abitata in antico dal popolo dei Cineti. La città di Lagos sorse come un insediamento celtico, fu poi colonizzato dai Cartaginesi, che reclutarono le tribù locali durante le guerre puniche. Grazie alla presenza del porto, la località fu successivamente colonizzata dai Romani, che la ribattezzarono Lacobriga, e integrata nella provincia romana della Lusitania. Quinto Sertorio, un generale romano ribelle, aiutato dai Lusitani di Lacobriga, che erano stati oppressi dai generali romani e dai membri del partito di Lucio Cornelio Silla, sconfisse con successo le forze di Quinto Cecilio Metello Pio probabilmente sul vicino Monte Molião.
Con la caduta dell'Impero romano d'Occidente, la città di Lagos fu occupata nel VI secolo dai Visigoti del Regno di Toledo e successivamente dai Bizantini. I Mori arrivarono nell'VIII secolo dal Nord Africa e ribattezzarono l'insediamento Zawaia (che significa lago). La città fu quindi inclusa nella regione costiera di al-Gharb, che divenne poi nota come Algarve. I Mori fortificarono la cittadina e stabilirono importanti collegamenti commerciali con il Nord Africa dalle loro basi nella penisola iberica. Nel 1174, i Wāli locali diedero il permesso alle popolazioni cristiane di costruire una chiesa dedicata a San Giovanni Battista, che fu edificata fuori dalle mura della città.

### Medioevo
Nonostante l'avanzata verso sud del re Alfonso I, la Reconquista cristiana non arrivò mai in Algarve e nell'Alentejo che rimasero quindi sotto il controllo moresco. Re Sancho I, con l'appoggio delle forze crociate, usò Lagos come trampolino di lancio per attaccare la fortezza di Alvor. Zawaia fu conquistata da re Alfonso III del Portogallo nel 1241, ma fu presa definitivamente solo nel 1249. A partire da questo periodo il re iniziò ad insignirsi del titolo di "Re del Portogallo e dell'Algarve", sottolineando il fatto che l'Algarve, che per tanto tempo era stato governato dai Mori, era stato annesso al dominio della corona portoghese. Lagos divenne una giurisdizione indipendente sotto il governo di re Pietro I nel 1361.
Il re Giovanni I radunò la sua flotta nel porto di Lagos, prima di salpare per l'assedio e la conquista della città di Ceuta nel 1415. Questo fu il primo passo verso l'apertura del mondo musulmano all'Europa medievale, che di fatto portò all'Età delle scoperte, con gli esploratori portoghesi che navigarono in tutto il mondo. Nel XV secolo, Lagos divenne il trampolino di lancio delle esplorazioni marittime portoghesi per le coste dell'Africa al fine di trovare rotte per l'India. L'infante Enrico il Navigatore, terzo figlio del re Giovanni, visse per la maggior parte del tempo a Lagos. Da qui diresse le spedizioni verso il Marocco e la costa occidentale dell'Africa con le caravelle. Lagos è anche la patria di Gil Eanes, il primo capitano a doppiare Capo Bojador nel 1434, che all'epoca era considerato il limite meridionale della zona abitabile della Terra. Questa impresa segnò una svolta nell'esplorazione dell'Africa.

### Epoca moderna
Lagos è anche il luogo in cui i primi schiavi africani furono portati in Europa e dove ebbe inizio la tratta degli schiavi nel continente. Un edificio del XVII secolo sorge nel luogo esatto del primo mercato di schiavi neri d'Europa, aperto nel 1444. Enrico il Navigatore, in quanto principale investitore nelle spedizioni africane, riceveva il 20% delle vendite. La sua morte segnò il declino della città: la famiglia reale perse rapidamente interesse per l'Algarve e le principali compagnie commerciali si trasferirono a Lisbona.
Il re Sebastiano, ossessionato dai suoi piani per una grande crociata contro il Regno di Fez, assemblò un'enorme flotta a Lagos nel 1578. Nel corso della campagna tentativo il sovrano portoghese e la maggior parte della nobiltà al suo seguito furono uccisi nella Battaglia di Alcazarquivir, in Marocco, causando una crisi di successione che portò alla nascita dell'Unione Iberica.
Quando il Portogallo passò sotto il dominio spagnolo, le coste portoghesi divennero un obiettivo per la flotta inglese. Lagos, situata a poca distanza dalla base navale spagnola di Cadice, fu così attaccata da Sir Francis Drake alla fine del 1580. Tuttavia la valida difesa dei suoi abitanti spinse gli inglesi a desistere e attaccare la vicina Faro che fu conquistata e saccheggiata. La costa fu regolarmente attaccata da altri pirati e corsari, oltre che dagli spagnoli che bombardarono l'Algarve durante la guerra di restaurazione portoghese. Proprio durante quest'ultimo conflitto furono costruiti una serie di forti lungo tutta la costa. Uno di questi era il Forte di Ponta da Bandeira a Lagos, costruito alla fine del XVII secolo e completato tra il 1679 e il 1690.
Dal 1576 Lagos era il principale centro amministrativo dell'Algarve. Nel 1755 fu distrutta da un terremoto e da un maremoto che flagellarono le coste portoghesi. In conseguenza di questa catastrofe naturale, la capitale del Regno dell'Algarve fu trasferita a Faro.
Nel 1693, l'ammiraglio de Tourville intercettò il convoglio di Smirne al largo di Lagos, privando la coalizione anglo-austriaca di ingenti finanziamenti e di decine di navi. Durante la guerra dei Sette Anni, tuttavia, l'ammiraglio britannico Edward Boscawen diede alla Royal Navy la sua rivincita nella battaglia di Lagos, distruggendo la flotta di dodici navi della marina reale francese diretta a Brest per proteggere uno sbarco in Scozia.

## Monumenti e luoghi d'interesse

### Monumenti storici

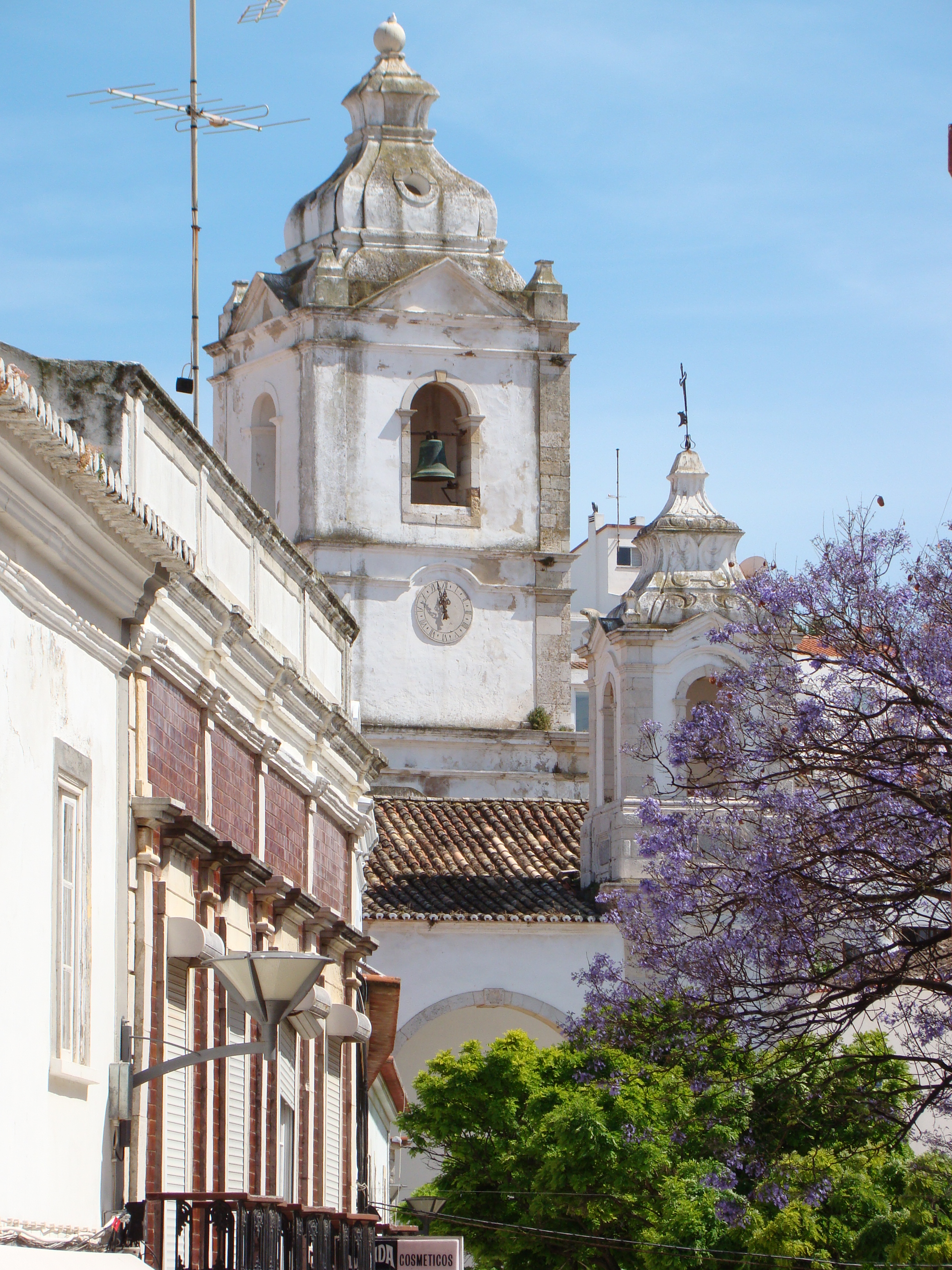
Le torri della chiesa di Sant'Antonio.

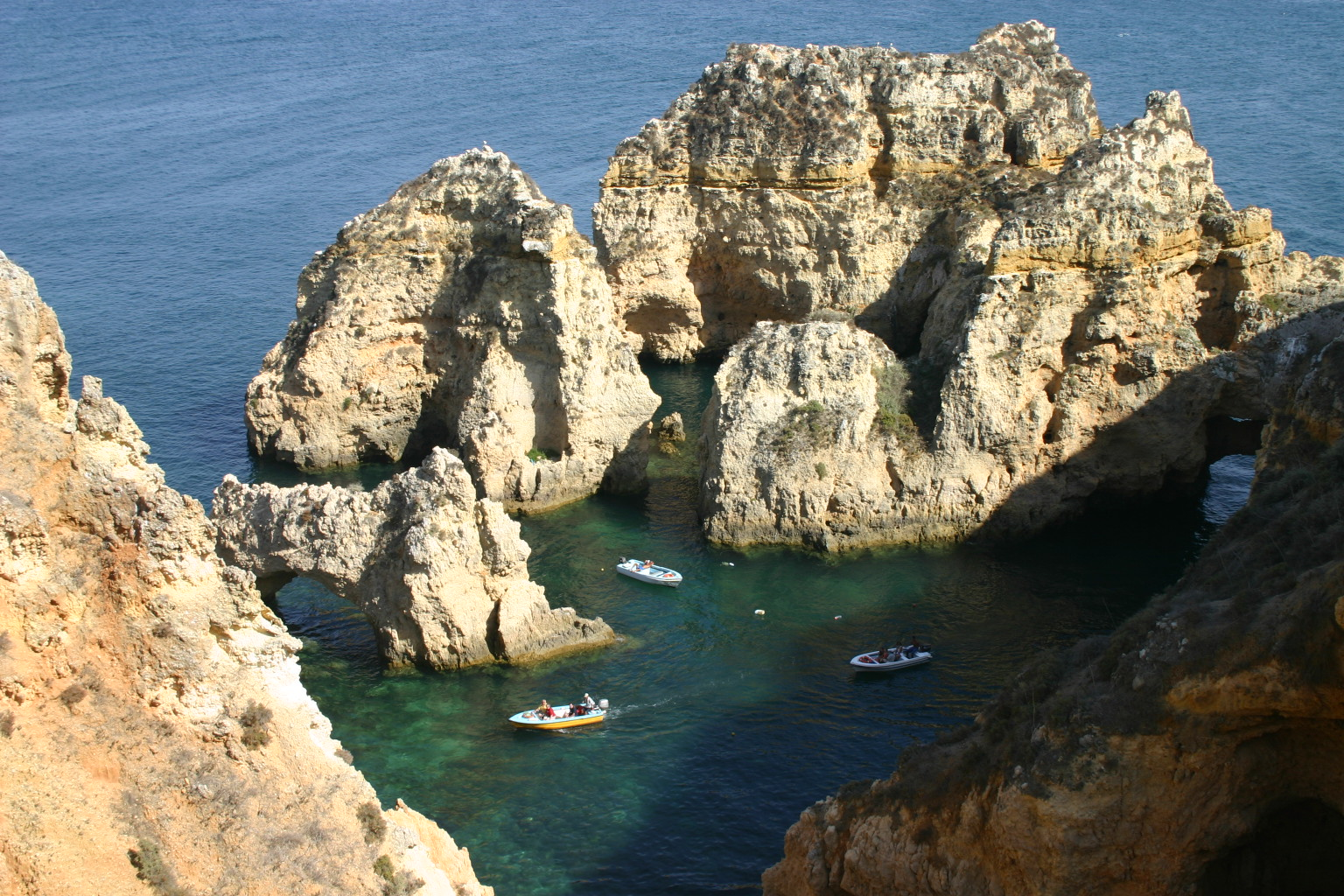
Tipico paesaggio marittimo di Lagos, qui Ponta da Piedade

- Chiesa di Sant'Antonio, la semplice facciata, con i campanili asimmetrici, risale al 1715 e contrasta nettamente con l'interno, riccamente decorato con sculture in legno dorato e azulejos blu e bianchi del XVIII secolo che riempiono le pareti della navata centrale, mentre alle pareti sono appesi sei dipinti barocchi di José Joaquim Rasquinho, che rappresentano i miracoli di Sant'Antonio. La volta in legno è stata dipinta con un effetto trompe-l'œil, mentre all'interno sono disseminate statue policrome di putti che giocano con animali e pesci. È uno dei pochi edifici sopravvissuti al grande terremoto del 1755, ricostruito dal comandante locale della Fanteria Reggimentale, che potrebbe aver aggiunto la statua policroma di Sant'Antonio con la fascia militare. Si dice che il re Sebastiano abbia assistito alla sua ultima messa in questa chiesa, prima della sua sfortunata spedizione in Marocco.
- Chiesa di San Sebastiano
- Chiesa di Santa Maria
- Mercato degli Schiavi, costruito nel 1444, fu il primo del suo genere in Europa.
- Cinta muraria
- Forte di Ponta da Bandeira, noto anche come Forte do Pau da Bandeira, Forte de Nossa Senhora da Penha de França o Forte do Registo, il forte, che sorvegliava l'ingresso del porto, era originariamente dedicato a Santa Virgem Senhora da Penha de França. Quando il Portogallo cadde sotto il dominio spagnolo, la costa divenne uno degli obiettivi della Royal Navy. Lagos, vicina alla base navale di Cadice, fu attaccata da Francis Drake, ma gli abitanti opposero una difesa così strenua che il corsaro britannico dovette abbandonare l'assalto e tornare prontamente al porto di Sagres. In generale, la costa era regolarmente preda di pirati e corsari, il che spinse le autorità a fortificarla. Ponta da Bandeira è uno di questi forti, costruito all'inizio del XVII secolo per controllare l'ingresso al porto. Questa fortificazione rettangolare sorveglia l'ingresso del porto, a cui si accede da un piccolo ponte levatoio, a spazi terrazzati (che si affacciano sulla città, sulla spiaggia e sul porto) e alla piccola cappella (decorata con azulejos del XVII secolo). Fino alla fine del XX secolo, il forte è stato utilizzato come deposito di servizio per le forze militari e ospitava servizi legati alle attività marittime (come le forniture per le scialuppe di salvataggio e gli sport nautici). Restaurato tra il 1958 e il 1960, è stato ufficialmente acquisito dal comune di Lagos nel 1983, dove è stato trasformato in una mostra di storia marittima, con astrolabi e modelli di caravelle.

### Spiagge
- Praia do Pinhao, accanto alla spiaggia di Dona Ana, una deliziosa spiaggetta incastonata tra scogliere e rocce e dominata da una piscina pubblica, ben riparata dal vento.
- Meia Praia (spiaggia centrale) - Di sabbia bianca e fine, questa spiaggia si apre su una delle baie più grandi d'Europa e gode di un mare calmo. L'assenza di scogli la rende un luogo ideale per gli sport acquatici. In caso di vento forte, ci sono sempre spiagge riparate tra le scogliere.
- Dona Ana è senza dubbio la spiaggia più popolare: la sabbia è più grossa rispetto alle altre spiagge e l'area è racchiusa da massicci rocciosi dalle forme suggestive: la "torta di compleanno", il "Titanic" e la "Sphynx". Dona Ana comprende in realtà due spiagge separate da una sporgenza calcarea, isolate l'una dall'altra durante l'alta marea.
- Praia da Luz (Spiaggia Luminosa), la spiaggia della vicina località di Luz. Questa spiaggia dispone di strutture sportive ed è riparata a est dalla Rocha Negra.

## Cultura

### Istruzione

#### Musei
- Museo Regionale di Lagos: Questo piccolo museo regionale si trova accanto alla chiesa di San Antonio. Ospita una collezione eclettica di oggetti mineralogici e reperti archeologici che spaziano dalla paleontologia (ammoniti, denti di dinosauro, ecc.) all'industria neolitica (asce di pietra, cocci di ceramica, ecc.). La sezione etnografica del museo è dedicata alla storia dell'Algarve, con antiche spade, moschetti e palle di cannone. Nel museo è esposta la carta concessa alla città dal re Manuele I del Portogallo, ma l'aspetto più curioso è la collezione di armi e oggetti d'arte molto antichi provenienti dalla colonia portoghese del Mozambico. Il tesoro del museo è costituito dagli abiti da cerimonia indossati dal re Sebastiano I del Portogallo durante l'ultima messa celebrata prima della sua fatale spedizione in Marocco. Vi è anche un dittico del XVI secolo che raffigura l'Annunciazione e la Presentazione di Gesù al Tempio.

## Economia
Come molte città costiere del Portogallo, Lagos ha sempre incentrato la sua attività economica sul mare e sulla pesca. Dal 1960, però, si è rivolta in larga misura anche al turismo, che è diventato l'attività dominante. Le sue belle spiagge, il clima piacevole, l'architettura e il patrimonio storico sono tutti punti di forza. Durante l'anno si celebrano numerosi spettacoli e feste, con specialità artigianali e gastronomiche, tra cui i biscotti conosciuti come Dom rodrigos e morgados, a base di mandorle, fichi e uova. Lagos è anche rinomata per il suo vino Muscadet e per un liquore locale, l'aguardente de medronho, ottenuto dal corbezzolo.
Lagos vanta alcuni famosi siti turistici:
- Ponta da Piedade (Punto di Pietà)
- Grutas da Costa d'Oiro (Grotte della Costa d'Oro)
- Lagoa de Alvor (Laguna di Alvor)
- Mata Nacional de Barão de S.João (Foresta Nazionale del Barone di San Giovanni)

## Società

### Evoluzione demografica
| 1801  | 1849   | 1900   | 1930   | 1960   | 1981   | 1991   | 2001   | 2004   |
| 9 789 | 11 012 | 13 937 | 16 210 | 17 060 | 19 700 | 21 526 | 25 398 | 27 041 |

## Freguesias
- Barão de São João
- Bensafrim
- Luz
- Odiáxere
- Santa Maria (Lagos)
- São Sebastião (Lagos)

## Infrastrutture e trasporti

### Strade
La principale via d'accesso a Lagos è l'Autoestrada A22, un'autostrada che attraversa longitudinalmente la regione dell'Algarve da ovest a est.

### Ferrovie
La stazione di Lagos è il capolinea occidentale della Ferrovia dell'Algarve, una linea ferroviaria che collega Lagos alla frontiera spagnola e che attraversa le principali cittadine della regione.